# Várzea da Igreja
Várzea da Igreja (también llamada São Domingos) es una ciudad caboverdiana del municipio de São Domingos.

## Geografía
La ciudad está situada en la isla de Santiago.

## Organización territorial
La ciudad abarca los lugares y barrios de:
- Aldeia
- Boa Vista
- Caiada
- Choupana
- Colégio
- Cova Barro
- Covão de Engenho
- Covão Lourenço
- Cutelo Branco
- Figueira Branca
- João Garrido
- Lém Lopes
- Neta Gomes
- Pinha
- Sarradinho
- Tamareira
- Tenda
- Travessa
- Varanda
- Várzea Igreja

## Demografía
Gráfica demográfica de la ciudad de Várzea da Igreja:
| Gráfica de evolución demográfica de Várzea da Igreja entre 2000 y 2021 |
|                                                                        |